# Лідінгеландет
Лідінгьо (Лідінгьо, Лідінген, швед. Lidingö) — невеликий острів в Балтійському морі, в складі Стокгольмського архіпелагу. Територіально належить до комуни Лідінге лену Стокгольм, Швеція.
Острів розташований на північному сході від Стокгольма. Автомобільним та залізничним мостом з'єднаний з материком.
Популярним туристичним місцем відвідування є музей Мілешгорден. Одним з найвідоміших уродженців Лідінгену є Джон Аусоніус.
На острові розташоване посольство України (у районі Торшвік).